# فيرنون ستيل
فيرنون ستيل (بالإنجليزية: Vernon Steele)‏ هو ممثل بريطاني (وحمل سابقاً جنسية المملكة المتحدة لبريطانيا العظمى وأيرلندا)، ولد في 18 سبتمبر 1882 في تشيلي، وتوفي في 23 يوليو 1955 بلوس أنجلوس في الولايات المتحدة.

## وصلات خارجية
- فيرنون ستيل على موقع IMDb (الإنجليزية)
- فيرنون ستيل على موقع قاعدة بيانات برودواي على الإنترنت (الإنجليزية)
- فيرنون ستيل على موقع قاعدة بيانات الفيلم (الإنجليزية)